# Anapisa holobrunnea
Anapisa holobrunnea is een vlinder uit de familie spinneruilen (Erebidae), onderfamilie beervlinders (Arctiinae). De wetenschappelijke naam van de soort is voor het eerst geldig gepubliceerd in 1932 door Tams.
Deze nachtvlinder komt voor in tropisch Afrika.